# Norayr Sahakyan
Norayr Sahakyan (in armeno Նորայր Սահակյան?; Erevan, 9 luglio 1987) è un ex calciatore armeno, di ruolo centrocampista.

## Palmarès

### Club

#### Competizioni nazionali
- Campionato armeno: 6

P'yownik: 2005, 2006, 2007, 2008, 2009
Ulisses: 2011
- Coppa d'Armenia: 1

P'yownik: 2009
- Supercoppa d'Armenia: 3

P'yownik: 2005, 2007, 2008